# Магатаев, Виктор Кадиевич
Ви́ктор Кадиевич Магата́ев (род. 12 сентября 1930) — советский и российский режиссёр документального (неигрового) кино. Одна из работ — известный многосерийный документальный фильм «Страницы Сталинградской битвы» (1967 г.), «озвучивал» Мамаев курган в Волгограде.

## Биография
Родился в Москве, окончил Всесоюзный институт кинематографии, приехал в Волгоград с женой — Анастасией Ивановной Осокиной и её сыном Михаилом Глебовичем Осокиным во время комплектования Волгоградской телестудии, длительное время жил с семьёй и работал в Волгограде, а затем переехали в Москву.
Режиссёр 7-серийного хроникально-документального фильма «Страницы Сталинградской битвы» (1967—1968) по сценарию волгоградского журналиста Всеволода Петровича Ершова — участника Сталинградской битвы.
Фильм «Страницы Сталинградской битвы» создавался при активном участии второго режиссёра (указана в титрах 7-й серии) — Анастасии Осокиной, которая в дальнейшем стала главным режиссёром Волгоградского телевидения.
В 1987 году, к 45-летию начала Сталинградской битвы В. К. Магатаев снял фильм — «Поэма о сталинградцах». Это был фильм с использованием хроники Великой Отечественной войны о поездке ветеранов по местам их боёв. Автор — поэт Евгений Аронович Долматовский, бывший военный корреспондент в Сталинграде.
Виктор Кадиевич Магатаев принимал участие в «озвучивании» Мамаева кургана в Волгограде в составе творческой группы, в которую входили: скульптор Евгений Викторович Вучетич, диктор Юрий Борисович Левитан. Журналист Всеволод Петрович Ершов содействовал формированию этого коллектива.
Людмила Михайловна Гаврилюк — ветеран Волгоград-ТРВ, которая работала над фильмами «Георгий Жуков» и «Константин Рокоссовский» считает Магатаева и Осокину одними из своих учителей.
«…У меня были замечательные учителя. Среди них главный режиссёр Геннадий Васильев, создавший при студии телевизионный театр, где преподавали настоящие профессионалы. Целая плеяда вгиковцев (выпускников Всесоюзного института кинематографии) — режиссёры Анастасия Осокина и Виктор Магатаев…»
Газета Эфир. Людмила Гаврилюк: иногда нужно делать сказку. volgograd-trv.ru Пресс-центр, Россия, Волгоград, телевидение и радио. volgograd-trv.ru (19 декабря 2012).

## Фильмография
1. Страницы Сталинградской битвы[5]. 1 серия. На степных рубежах, 1968[11] (Страницы Сталинградской битвы. 1. На степных рубежах.)
2. Страницы Сталинградской битвы[5]. 2 серия. 23-е августа, 1968 (Страницы Сталинградской битвы. 2. 23 августа.)
3. Страницы Сталинградской битвы[5]. 3 серия. Дни и ночи, 1968[11] (Страницы Сталинградской битвы. 3. Дни и ночи.)
4. Страницы Сталинградской битвы[5]. 4 серия. Операция «Уран», 1968 (Страницы Сталинградской битвы. 4. Операция «Уран».)
5. Страницы Сталинградской битвы[5]. 5 серия. Разгром Манштейна, 1968[11] (Страницы Сталинградской битвы. 5. Разгром Манштейна.)
6. Страницы Сталинградской битвы[5]. 6 серия. Кольцо сжимается, 1968, 1973[11] (Страницы Сталинградской битвы. 6. Кольцо сжимается.)
7. Страницы Сталинградской битвы[5]. 7 серия. Победа, 1968[11] (Страницы Сталинградской битвы. 7. Победа.)
8. Его земная орбита, 1969[2][5][11]
9. Звёздные шаги, 1970[5][11]
10. Бригадир, 1973[5][11]
11. Места заповедные, 1974[5][11]
12. Племя крылатых, 1976[5][11]
13. Первый пост, 1978[5][11]
14. Человек и природа, 1978[5]
15. Внимание, спуск!, 1978[5]
16. Астрахань, 1979[5]
17. Твои земляки, 1981[5]
18. Третья орбита космонавта Филипченко, 1981[5]
19. В степи наши песни, 1982[5]
20. Праздник победы под Сталинградом, 1983[5][11]
21. Волгоград, 1983[5]
22. Поют казаки, 1983[5]
23. И родилось поле, 1984[5]
24. Такой человек, 1985[5]
25. Слово о большом художнике, 1986[5]
26. Лично ответственны, 1986. Волгоградтелефильм ( Кацалапов А., Магатаев Виктор, Орлова Ж.)[5][12]
27. …и станете счастливыми, 1987[5]
28. Поэма о сталинградцах, 1987[5]. Волгоградтелефильм.[13],[14]
29. Всего три строки, 1988[5]
30. Хлеб — всему голова[2][5]
31. Огни фестиваля[2][5]

## Автор фильмов
- Активная коррекция при сколиозе 1-2 степени, 1984. (Режиссёр — А. Осокина)[15]

## Семья
- Жена — Анастасия Ивановна Осокина[7].
  - Сын супруги — Михаил Глебович Осокин. Родился 14 января 1952 года в Калинине (Тверь). Тележурналист, телеведущий[16][17].

- Сын — Александр Викторович Магатаев.